# Bupleurum album
Bupleurum album är en flockblommig växtart som beskrevs av René Charles Maire. Bupleurum album ingår i släktet harörter, och familjen flockblommiga växter. Inga underarter finns listade i Catalogue of Life.